# Semicassis royana
Semicassis royana là một loài ốc biển săn mồi cỡ trung bình, là động vật thân mềm chân bụng sống ở biển thuộc họ Cassidae, họ ốc kim khôi.